# Lijst van landelijke evenementen in Nederland
In Nederland worden jaarlijks, soms twee, drie of meer keer per jaar, landelijke evenementen georganiseerd op zeer uiteenlopende terreinen.

## Jaarlijkse evenementen
- Dag van de Architectuur
- Dag van de Arbeid
- Kinderboekenmaand
- Kinderboekenweek
- Kom in de Kas
- Landelijke Fietsdag
- Landelijke Sterrenkijkdagen
- Maand van de Geschiedenis
- Museumweekend
- Nacht van de Nacht
- Nationale Boomfeestdag

- Nationale Wijnweek
- Nationale Molendag
- Nationale Wijnweek
- Natuurwerkdag
- Nederland Leest
- NVM Open Huizen Dag (2 keer per jaar)
- Open Monumentendag
- Roodharigendag
- Weekend van de Wetenschap
- Week van het Landschap
- Week van het Platteland

## Twee- en driejaarlijkse evenementen
- Waterschapsdag

## Tienjaarlijkse evenementen
- Floriade (laatste: Floriade 2022)

## Verwante onderwerpen
- Nederlandse (inter)nationale themadagen en -weken
- Themajaar
- Lijst van Nederlandse muziekfestivals